# 혈관내피
내피(영어: endothelium)는 동물 혈관의 내강과 맞닿는 상피조직을 가리킨다. 내피와 내피의 바닥막, 그리고 그 너머의 결합조직(내피밑층, subendothelial layer)이 혈관의 가장 안쪽 층인 속막(intima)을 이룬다. 형태적으로는 단층편평상피에 속하며, 기능적으로는 물질을 선택적으로 투과시키는 장벽의 역할을 수행한다. 내피의 역할은 이 밖에도 호르몬 등 다양한 물질의 대사 및 분비 장소, 혈류 및 혈액응고의 조절 인자, 면역 반응의 조절 인자 등으로 매우 다양하다. 내피를 이루는 세포를 내피세포(endothelial cell)라고 부른다.

## 역사
내피를 가리켜 처음 'endothelium'이라는 이름을 붙인 것은 빌헬름 히스였다. 그는 1865년 발표한 《몸의 막과 구멍(Die Häute und Höhlen des Körpers)》에서 기관의 바깥 표면을 덮는 상피와 몸의 안쪽으로 난 공간을 덮는 조직을 구분해야 한다고 주장했다. 히스는 혈관 내피세포가 일반적인 상피세포와 생김새도 다를뿐더러 성장이나 물질 분비에 관여하지 않는 수동적인 세포라는 점에서 기능적으로도 다르다고 생각했다. 따라서 기존에 상피로 분류했던 조직 가운데 중배엽에서 유래한 것을 'endothelium'이라고 부르자고 제안했다.
마이클 포스터, 카를 게겐바우어를 비롯하여 많은 학자가 이와 같은 명칭과 정의에 반대했다. 내피가 다른 상피와 구조적·기능적으로 다르다고 볼 근거가 없다는 것이 첫 번째 이유였고, 중간콩팥관 등 내피 이외에도 중배엽에서 유래한 상피조직이 있다는 것이 두 번째 이유였다. 마이클 포스터는 또한 'endothelium'이라는 이름 자체가 '돌기 안쪽'을 뜻하는 것이니, 돌기라고는 없는 혈관을 덮는 세포를 가리키기에 부적절한 이름이라고도 지적했다.

## 같이 보기
- 혈관내피전구세포
- 로버트 F. 퍼치곳